# Masaaki Yuasa
Masaaki Yuasa (湯浅 政明, Yuasa Masaaki), né le 16 mars 1965 à Fukuoka au Japon, est un réalisateur et animateur japonais.

## Biographie
Masaaki Yuasa est né le 16 mars 1965 à Fukuoka dans la préfecture du même nom sur l'île de Kyūshū. Il s'intéresse dès son plus jeune âge à l'animation mais ce n'est qu'après avoir vu le Château de Cagliostro de Hayao Miyazaki, alors qu'il est au collège, qu'il envisage une carrière dans l'animation. Après avoir suivi des études d'art à l'Université industrielle de Kyūshū, il intègre en 1987 le studio d'animation Ajiadō,. Il travaille alors sur de nombreuses séries pour enfant très populaires dont notamment les films Doraemon et surtout sur la série Crayon Shin Chan, où son travail est particulièrement remarqué. À partir, de 1997, il travaille sur des œuvres plus expérimentales notamment sur Noiseman Sound Insect de Kōji Morimoto. Après avoir réalisé deux courts métrages en 1999, il participe au très remarqué Nekojiru-sō réalisé par Tatsuo Sato. En 2004, il réalise son premier film, Mind Game, au sein des studios Studio 4°C. Le film est particulièrement remarqué en raison de la technicité et de la diversité de son animation, et de son design qualifié de rough. En 2007, il participe à l'omnibus Genius Party qui rassemble des grands noms de l'animation japonaise actuelle comme Shoji Kawamori, Shinichiro Watanabe, Mahiro Maeda ou Kōji Morimoto. Il réalise également trois séries pour les studios Madhouse : Kemonozume en 2006 et Kaiba en 2008, puis The Tatami Galaxy en 2010.
En 2013, il fonde avec Eunyoung Choi son propre studio d'animation Science SARU. Il y produit notamment l'épisode spécial Food Chain de la série Adventure Time,. 
En 2020, il annonce quitter le studio Science SARU. En 2025, il fonde le studio Ame Pippin.

## Filmographie

### Réalisateur
- 1999 : Slime Adventures - Yay, the sea! (court métrage)
- 1999 : Vampian Kids (épisode pilote)
- 2004 : Mind Game (film)
- 2006 : Kemonozume (série télévisée) - Réalisation, idée originale, scénario, storyboard (ep 1,2,13), réalisateur d'épisode (ep 1)
- 2007 : Genius Party (omnibus, segment Yume miru Kikai)
- 2008 : Kaiba (série télévisée)
- 2010 : The Tatami Galaxy (série télévisée)
- 2012 : Kick-Heart (court métrage)
- 2014 : Ping Pong (série télévisée)
- 2014 : Space Dandy (série télévisée, épisode Rien ne sert de courir, il faut partir à point, baby - épisode 3, saison 2)
- 2014 : Adventure Time (série télévisée, épisode Food Chain)
- 2017 : The Night Is Short, Walk on Girl (Yoru wa Mijikashi Aruke yo Otome) (film)
- 2017 : Lou et l'Île aux sirènes (film)
- 2018 : Devilman Crybaby (série télévisée)
- 2019 : Ride Your Wave (film)
- 2020 : Keep Your Hands Off Eizouken! (série télévisée)
- 2020 : Japan Sinks 2020 (série télévisée) Co-Realise avec Pyeon-Gang Ho
- 2021 : Inu-Oh (film)

### Animateur, Designer, Intervalliste
- 1987 : Malicieuse Kiki (série télévisée) - Intervalliste, animateur-clé
- 1988 : Doraemon film 9 (film) - Intervalliste
- 1988 : Kiteretsu Daihyakka (série télévisée) - Animateur clé
- 1990 : Doraemon film 11 (film) - Animateur clé
- 1990 : Chibi Maruko-chan (série télévisée) - Storyboard (OP,ED,ep 126)
- 1990 : Shiratori Reiko de Gozaimasu! (OAV) - Animateur clé
- 1990 : Chibi Maruko-chan le film (Film) - Animation clé
- 1991 : Little Polar Bear (OAV) - Chara-design, chef-animateur, animateur clé
- 1992 : Video Girl Ai (OAV) - Animateur clé (ep 4)
- 1992 : 21 Emon - film 2 (film) - Animateur clé
- 1992 : Chibi Maruko-chan le film 2 (Film) - Animation? (scène musicale)
- 1992 : Crayon Shin Chan (série télévisée) - Storyboard, chef-animateur
- 1993 : The Hakkenden (OAV) - chef-animateur (ep 4)
- 1993 : Crayon Shin chan - film 1 (film) - Design des décors
- 1994 : Crayon Shin chan - film 2 (film) - Design des décors
- 1995 : Crayon Shin chan - film 3 (film) - Design des décors
- 1995 : Chibi Maruko-chan S2 (série télévisée) - Storyboard (OP), animateur clé
- 1995 : Ruin Explorers (OAV) - Layout (ep 3)
- 1996 : Crayon Shin chan - film 4 (film) - Storyboard, Design des décors
- 1996 : Shamanic Princess (OAV) - Participation au processus créatif
- 1997 : Crayon Shin chan - film 5 (film) - Design des décors
- 1997 : Manmaru the Ninja Penguin (série télévisée) - Storyboard (ED)
- 1997 : Agent Aika (OAV) - Animateur clé (ep 6)
- 1997 : Noiseman Sound Insect (Court métrage) - Co-character design, design des décors, co-chef-animateur
- 1997 : Donguri no Ie (film) - Animateur clé
- 1998 : Crayon Shin chan - film 6 (film) - Design des décors
- 1999 : Crayon Shin chan - film 7 (film) - Animation clé
- 1999 : Medabots (série télévisée) - Animation clé (ep 17)
- 1999 : Mes voisins les Yamada (Film) - Animation clé
- 2000 : Crayon Shin chan - film 8 (film) - Chara design, Animation clé
- 2001 : Nekojiru-sō (Moyen métrage) - Coscénariste, storyboard, chef-animateur
- 2001 : Casmin (série télévisée) - Set Design
- 2004 : Crayon Shin chan - film 12 (film) - Animation clé
- 2004 : Doraemon film 25 (film) - Animateur clé
- 2004 : Samurai champloo (série télévisée) - Animateur clé (ep 9)
- 2007 : Crayon Shin chan - film 15 (film) - Animation clé
- 2008 : Crayon Shin chan - film 16 (film) - Design des décors
- 2008 : Kaiba (série télévisée) - Réalisation, idée originale, scénario, storyboard (ep 1,10,11,12), réalisateur d'épisode (ep 1,10,12)
- 2008 : Michiko to Hatchin (série télévisée) - Storyboard (ed), réalisateur d'épisode
- 2010 : Wakfu (série télévisée) - Chara-design sur l'épisode spécial Noximilien l'horloger